# Srednjovjekovni latinski jezik
Srednjovjekovni latinski jezik, bio je oblik klasičnoga latinskoga jezika korišten u Katoličkoj Crkvi u srednjemu vijeku. Uglavnom je služio kao pisani jezik rukopisa i liturgijski jezik Crkve, no koristio se i za svakodnevne potrebe u znanosti, književnosti, pravu i upravnim poslovima. Nastavak je klasičnoga i kasnoga latinskoga jezika, s manjim jezičnim inovacijama, novotvorenicama i izmjenama ne čineći ga pritom različitim jezikom.

## Vanjske poveznice
- The Journal of Medieval Latin (engl.) pri Sveučilištu u Torontu